# Port Askaig
Port Askaig (en gaélico escocés: Port Asgaig) es un pueblo portuario de la costa noreste de la isla de Islay, en Escocia. El pueblo se encuentra en el estrecho de Sound of Islay (Caol Ìle) entre las isla Jura e Islay.

## Economía
Port Askaig cuenta con un hotel, una gasolinera y una tienda junto al puerto, pero tiene muy pocas construcciones residenciales. En 2014, fue calificado como uno de los códigos postales más atractivos para vivir en Escocia.

### Whisky
Port Askaig es también el nombre de una gama de whisky escocés, embotellado por la empresa Specialty Drinks Ltd. La destilería productora no está identificada oficialmente, pero los whiskies se comercializan como whisky single malts de Islay.
Las destilerías Caol Ila, Ardnahoe y Bunnahabhain están ubicadas al norte del puerto.

## Transporte

### Marítimo
Port Askaig sirve como el puerto principal para la isla Islay, conectando servicios de pasajeros al continente escocés con Port Ellen. También tiene un servicio regular a Feolin, Jura a través del estrecho de Sound of Islay, y durante el verano también hay un servicio semanal vía Colonsay a Oban. Port Askaig ha sido históricamente un puerto para el desembarco de pasajeros y mercancías en la isla Islay durante siglos. Los barcos que zarparon de West Loch Tarbert en la península de Kintyre han hecho escala en Port Askaig desde el siglo XVIII y un servicio de vapor desde Glasgow estuvo funcionando desde 1825.
Port Askaig es la base en Islay del equipo de salvamento Royal National Lifeboat Institution, que es llamado de diez a doce veces al año.

#### Desarrollo portuario

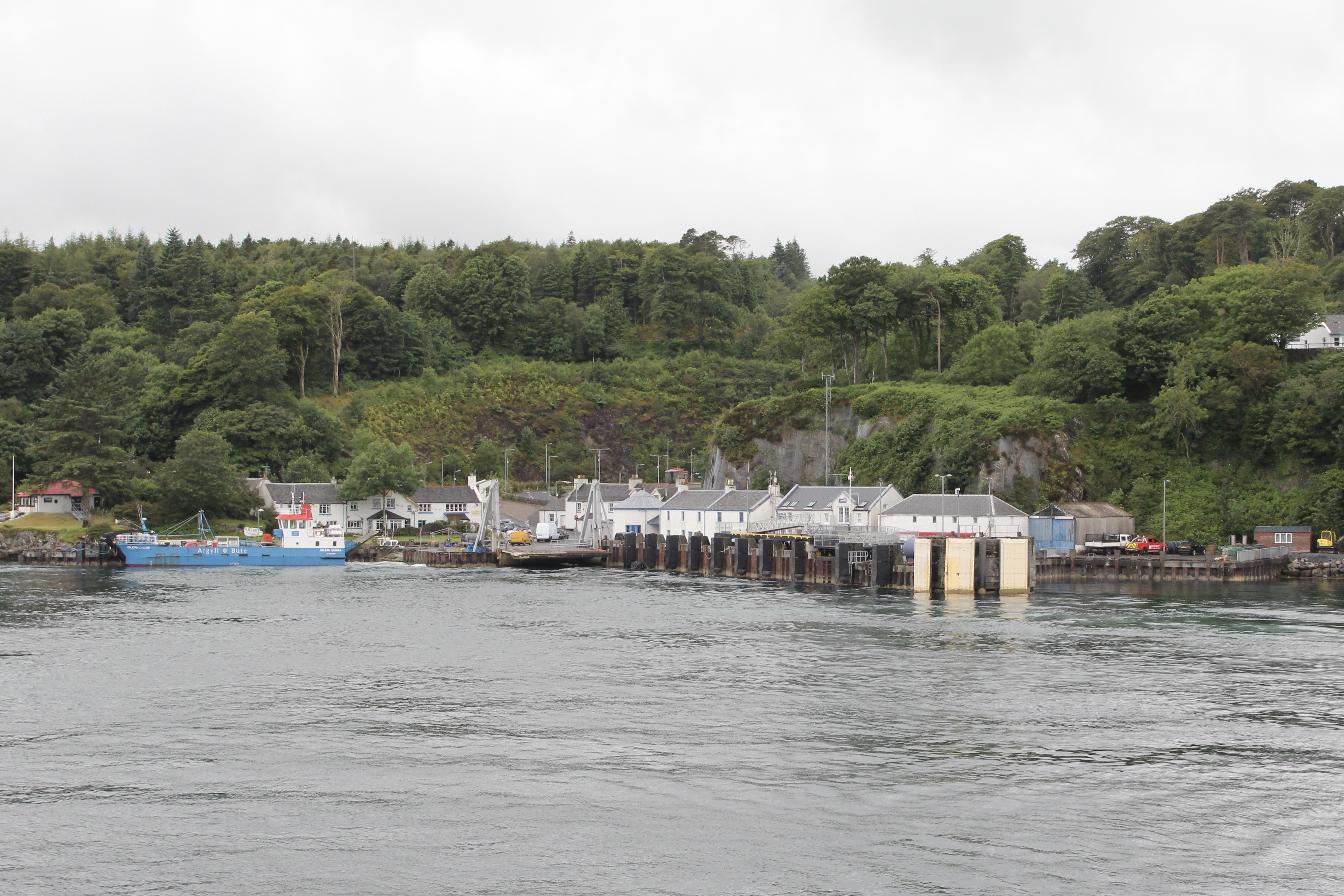
Puerto de Askaig

Entre 2003 y 2009, Port Askaig fue el sitio de un proyecto de ingeniería civil que costo alrededor de £ 13,7 de su momento. Las obras incluyeron un nuevo tramo de enlace entre estaciones y otras instalaciones de atraque para los ferries continentales, además de nuevas instalaciones para el ferri a Jura y nuevos aparcamientos y salas de espera para los pasajeros. El puerto ya remodelado fue reabierto oficialmente el 10 de septiembre de 2009 por la Princesa Ana del Reino Unido.

### Carretera
Port Askaig está situado en el extremo norte de la sección Islay de la carretera A846, que continúa hacia el suroeste hasta Bowmore, continua hacia el sureste hasta Port Ellen y finalmente hacia el este hasta Ardbeg.

## Música
Port Askaig está conmemorado por la clásica marcha para gaita de 6/8 Leaving Port Askaig.